# فاطمه قره
فاطمه سیاه (به ترکی: Kara Fatima Khanum; به کردی: Fata Reş) فرمانده زن ایلات کرد در قهرمان‌مرعش واقع در جنوب شرقی ترکیه امروزی بود. او در قرن نوزدهم می‌زیسته اما تاریخ تولدش دقیقاً معلوم نیست. شوهر او بزرگ ایل بود که توسط عثمانی‌ها دستگیر شده بود و فاطمه سیاه برای اثبات وفاداری خود به دولت عثمانی یگانی از کردها را در جنگ کریمه شخصاً فرماندهی کرد.
براساس نوشته‌های یکی از تاریخ‌نگاران محلی قهرمان‌مرعش (قهرمان ماراش) فاطمه سیاه لقب زنی به نام آسیه خانم از آندیرلین است که در جنگ کریمه شرکت داشت. روزنامه اخبار مصور لندن در ۲۲ آوریل ۱۸۵۴ در مقاله‌ای طولانی با تصویرسازی تمام صفحه به او پرداخت و بسیار از او تجلیل نمود. در آن تصویر فاطمه سیاه به همراه تعداد زیادی سوار ایلیاتی در استانبول دیده می‌شود. 
فاطمه سیاه در ابتدا جنگ کریمه به همراه ۳۰۰ سوار به استانبول آمد تا «به دیدار پادشاه برود، حمایت و آمادگی همکاری خود را ابراز کند».  یک آلمانی که آنروز حضور داشت او را ظاهری همچون مردان ترسیم نموده‌است.  با این حال تاریخ دقیق ورود فاطمه سیاه به استانبول مشخص نیست اما میشل گانتر می‌گوید که او احتمالاً در جنگ ۱۸۷۷ روسیه و عثمانی حضور داشته‌است. 
شیکاگو تریبون در سال ۱۸۸۷ فاطمه سیاه را زن جنگجو ترسناک کردستان خوانده که دولت عثمانی ماهانه مواجبش را می‌دهد. ظاهر او را نیز بلند، کشیده با صورتی قهوه‌ای و عقاب‌مانند توصیف کرده که گونه‌هایش به رنگ کاغذ پوستی است و جای زخم‌های زیادی بر صورتش وجود دارد. لباس‌هایی پرهیبت می‌پوشد که او را مانند مردی ۴۰ ساله نشان می‌دهد. 